# Tomás da Anunciação

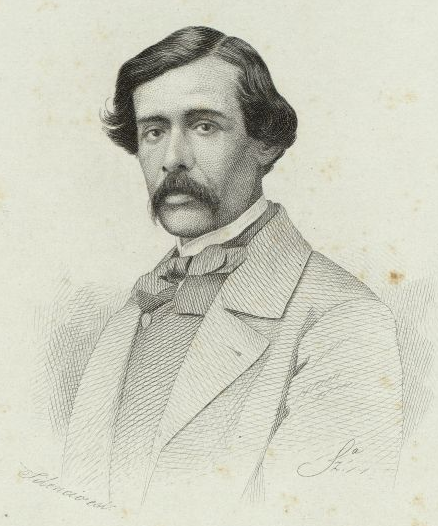
Tomás da Anunciação auf einem Porträtgemälde

Tomás da Anunciação (* 26. Oktober 1818 in Lissabon, Portugal; † 3. April 1879 ebendort) war ein portugiesischer Maler.

## Leben und Wirken
Schon als Jugendlicher zeigte er Interesse am Zeichnen und war ein großer Naturfreund. Zunächst hatte er sich für Architektur eingeschrieben, wechselte später aber das Fach und studierte seit 1837 Kunstwissenschaften.
Seine erste Ausstellung hatte er im Jahr 1840 während seines Studiums an seiner Akademie. 1852 war er Professor für Tiermalerei an seiner Akademie geworden.
Die erste größere Gemeinschaftsausstellung folgte 1856 in Lissabon mit anderen bekannten Malern Portugals. 1867 erfolgte ein Aufenthalt in Paris, wo er ebenfalls auf einer internationalen Gemeinschaftsausstellung ausstellen konnte.
1874 bekam er einen Schlaganfall, von dem er sich nicht mehr ganz erholte. Dennoch wurde er 1878 noch Leiter der Akademie der Schönen Künste von Lissabon und Privatlehrer für Malerei für die Königin von Portugal und Gattin von König Dom Ludwig I., Dona Maria Pia.
Am 3. April 1879 starb er im Alter von 60 Jahren an den Folgen des Schlaganfalls und eines damit verbundenen Lungenödems.

## Malerei
Anunciação liebte die Malerei in der freien Natur. Seine Gemälde wurden von Prinzgemahl und Regenten Portugals, Dom Fernando sehr geschätzt und für den Palacio de Pena geordert.
Er gilt als Vertreter der Romantischen Malerei, der Landschaftsmalerei und als bedeutender Vertreter der Tiermalerei in Portugal. Vor allem Pflanzen, Früchte und Tiere gehörten zu seinem Lieblingssujet.
Seine Landschaftsbilder sind von einer gewissen Melancholie durchzogen.